# ناوی سان روکو
ناوی سان روکو (به ایتالیایی: Nave San Rocco) یک منطقهٔ مسکونی در ایتالیا است که در ترنتینو واقع شده‌است. ناوی سان روکو ۴٫۹ کیلومتر مربع مساحت و ۱٬۲۷۹ نفر جمعیت دارد.